# Брашка
Брашка (рум. Brașca) — село у повіті Сучава в Румунії. Входить до складу комуни Ілішешть.
Село розташоване на відстані 354 км на північ від Бухареста, 14 км на захід від Сучави, 126 км на північний захід від Ясс.

## Населення
За даними перепису населення 2002 року у селі проживала 391 особа. Рідною мовою 390 осіб (99,7%) назвали румунську.
Національний склад населення села:
| Національність | Кількість осіб | Відсоток |
| -------------- | -------------- | -------- |
| румуни         | 385            | 98,5%    |
| цигани         | 5              | 1,3%     |